# (1889) Пахмутова
(1889) Пахмутова — астероид главного пояса, который был открыт 24 января 1968 года советским астрономом Л. И. Черных в Крымской астрофизической обсерватории и назван в честь советского композитора Героя Социалистического Труда Александры Николаевны Пахмутовой.
Свой оборот вокруг Солнца этот астероид совершает за 5,44 земных года.